# Ion WM

Ion WM es un gestor de ventanas

Ion WM es un gestor de ventanas diseñado teniendo en cuenta las necesidades de los usuarios de teclado. Fue diseñado para manejar las ventanas desde el teclado sin la necesidad de un ratón. Ion es el sucesor de PWM y está escrito por el mismo autor, Tuomo Valkonen. Ion se ejecuta sobre el servidor gráfico X Window.
Las primeras versiones fueron liberadas bajo la Licencia Artística, Ion2 y la versión de desarrollo Ion3 fueron liberadas bajo la GNU Lesser General Public License (LGPL). Aunque Ion3 incluyó una licencia basada en la LGPL.

## Texto del sitio original
... En búsqueda de una interfaz gráfica usable
Fue escrito como un experimento en un modelo distinto al manejo usual de las ventanas. Trata de solucionar el problema de navegación dividiendo la pantalla en marcos mutuamente no solapados que tratan de abarcar toda la pantalla. Los monitores grandes tienen tanto espacio que muestran la conveniencia de esta aproximación, mientras que las pantallas pequeñas solamente tendrían la posibilidad de mostrar una ventana. La organización de los marcos es dinámica y distinta en cada espacio de trabajo. Dado que se trata de una organización árborea en lugar de una desorganización basada en coordenadas, el uso del teclado es conveniente, efectivo y eficaz. También puede tener muchas ventanas adheridas a un marco, cada una indicada con una pestaña.